# Літтл-Браунінг (Монтана)
Літтл-Браунінг (англ. Little Browning) — переписна місцевість (CDP) в США, в окрузі Глейшер штату Монтана. Населення — 218 осіб (2020).

## Географія
Літтл-Браунінг розташований за координатами 48°37′31″ пн. ш. 112°21′0″ зх. д. / 48.62528° пн. ш. 112.35000° зх. д. (48.625244, -112.350060). За даними Бюро перепису населення США в 2010 році переписна місцевість мала площу 2,62 км², уся площа — суходіл.

## Демографія
Згідно з переписом 2010 року, у переписній місцевості мешкало 206 осіб у 58 домогосподарствах у складі 43 родин. Густота населення становила 79 осіб/км². Було 69 помешкань (26/км²).
Расовий склад населення:
| - 94,7 % — корінних американців - 4,9 % — білих |

До двох чи більше рас належало 0,5 %. Частка іспаномовних становила 5,3 % від усіх жителів.
За віковим діапазоном населення розподілялося таким чином: 37,9 % — особи молодші 18 років, 55,3 % — особи у віці 18—64 років, 6,8 % — особи у віці 65 років та старші. Медіана віку мешканця становила 26,3 року. На 100 осіб жіночої статі у переписній місцевості припадало 89,0 чоловіків; на 100 жінок у віці від 18 років та старших — 82,9 чоловіків також старших 18 років.
Середній дохід на одне домашнє господарство становив 33 329 доларів США (медіана — 35 208), а середній дохід на одну сім'ю — 32 002 долари (медіана — 30 000). Медіана доходів становила 37 667 доларів для чоловіків та 22 969 доларів для жінок. За межею бідності перебувало 43,3 % осіб, у тому числі 74,6 % дітей у віці до 18 років та 0,0 % осіб у віці 65 років та старших.
Цивільне працевлаштоване населення становило 72 особи. Основні галузі зайнятості: сільське господарство, лісництво, риболовля — 50,0 %, публічна адміністрація — 11,1 %, науковці, спеціалісти, менеджери — 11,1 %.